# Liste der Biografien/Ved
Liste der Biografien |
Portal Biografien |
Personensuche
# |
A |
B |
C |
D |
E |
F |
G |
H |
I |
J |
K |
L |
M |
N |
O |
P |
Q |
R |
S |
T |
U |
V |
W |
X |
Y |
Z |
?
 
Va |
Vd |
Ve |
Vh |
Vi |
Vj |
Vl |
Vn |
Vo |
Vr |
Vs |
Vt |
Vu |
Vy
 
Vea |
Veb |
Vec |
Ved |
Vee |
Veg |
Veh |
Vei |
Vej |
Vek |
Vel |
Vem |
Ven |
Veo |
Veq |
Ver |
Ves |
Vet |
Veu |
Vev |
Vex |
Vey |
Vez
Die Liste der Biografien führt alle Personen auf, die in der deutschsprachigen Wikipedia einen Artikel haben. Dieses ist eine Teilliste mit 48 Einträgen von Personen, deren Namen mit den Buchstaben „Ved“ beginnt.

## Ved

### Veda
- Vedanta Desika, Guru der Sri Vaishnava
- Vedast († 540), Bischof von Arras

### Vedd
- Veddeler, Peter (* 1941), deutscher Historiker und Staatsarchivar
- Vedder, Christoph (* 1947), deutscher Jurist und Hochschullehrer
- Vedder, Clemens (* 1947), deutscher Private-Equity-Unternehmer
- Vedder, Eddie (* 1964), US-amerikanischer RockmusikerEddie Vedder (* 1964)

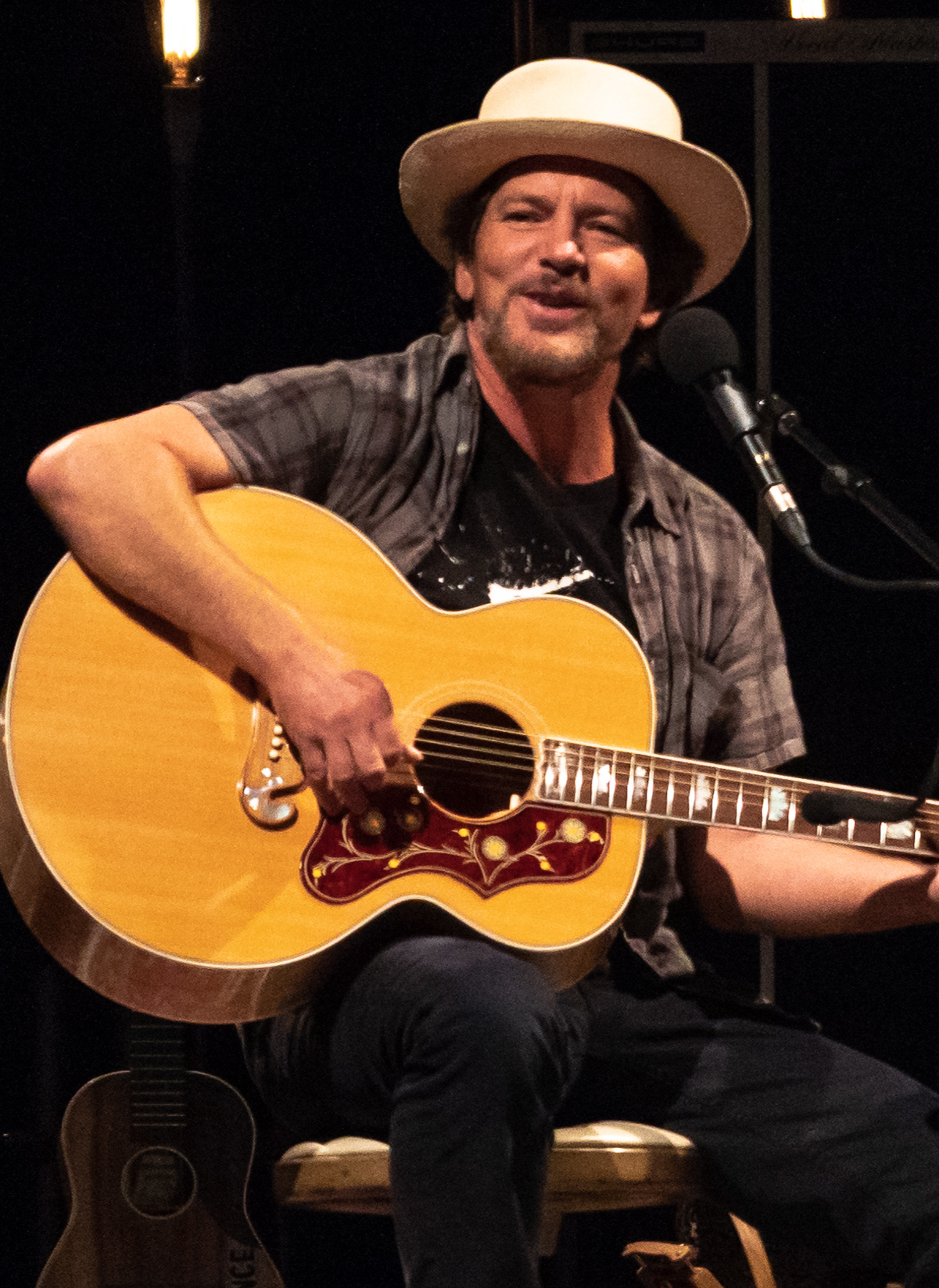
Eddie Vedder (* 1964)

- Vedder, Elihu (1836–1923), US-amerikanischer Künstler
- Vedder, Eva (* 1999), niederländische Tennisspielerin
- Vedder, Heinrich (1876–1972), deutscher Missionar, Sprachforscher, Ethnologe und Historiker
- Vedder, Jake (* 1998), US-amerikanischer Snowboarder
- Vedder, Kunigundis (1881–1943), deutsche römisch-katholische Ordensfrau, Missionsschwester und Märtyrin
- Vedder, Lena (* 1995), deutsche Volleyballspielerin
- Vedder, Maria (* 1948), deutsche Medienkünstlerin, Videokünstlerin. Fotografin und Hochschullehrerin
- Vedder, Simon Harmon (1866–1937), amerikanischer Maler, Bildhauer und Illustrator
- Vedder, Ulrike (* 1963), deutsche Literaturwissenschaftlerin und Germanistin
- Vedder, Ursula (1955–2018), deutsche Klassische Archäologin

### Vede
- Vedel, Anders Sørensen (1542–1616), dänischer Historiker und Humanist
- Vedel, Benjamin Lobo (* 1997), dänischer Leichtathlet
- Vedel, Caroline (* 2000), dänische Schauspielerin
- Vedel, Dominique de (1773–1848), französischer Général de division
- Vedel, Georges (1910–2002), französischer Rechtswissenschaftler
- Vedel, Henrik (1867–1932), dänischer Politiker
- Vedel, Kristian Solmer (1923–2003), dänischer Designer
- Vedelaar, Nelleke (* 1977), niederländische Politikerin und Parteivorsitzende der PvdA
- Veder, Aart, niederländischer Theaterschauspieler, Regisseur, Synchron- und Hörspielsprecher
- Veder, Christian (1907–1984), österreichischer Bauingenieur
- Veders, Visvaldis (1921–1997), lettischer Schachkomponist
- Vederson, Gökçek (* 1981), brasilianisch-türkischer Fußballspieler
- Vedes, Tommy, US-amerikanischer Pokerspieler
- Vedeux, Alexis (1879–1969), französischer Turner

### Vedi
- Veditz, C. W. A. (1872–1926), US-amerikanischer Historiker, Wirtschaftswissenschaftler und Soziologe
- Veditz, George (1861–1937), US-amerikanischer gehörloser Lehrer, Vorstand der National Association of the Deaf
- Vedius Pollio, Publius († 15 v. Chr.), römischer Ritter, Freund des Augustus

### Vedl
- Vedlin, Domen (* 1986), slowenisch-kroatischer Eishockeyspieler

### Vedo
- Vedova, Emilio (1919–2006), italienischer Maler des Informel
- Vedovato, Giuseppe (1912–2012), italienischer Politiker
- Vedovelli, Tobias (* 1993), österreichischer Jazzmusiker (Bass, Komposition)

### Vedr
- Vedral, Jaroslav (1895–1944), tschechoslowakischer General und Widerstandskämpfer
- Védrenne, Antoine (1878–1937), französischer Ruderer
- Vedrenne, Marie-Pierre (* 1982), französische Juristin und Politikerin (MoDem), MdEP
- Vedrès, Nicole (1911–1965), französische Filmregisseurin, Schriftstellerin und Filmtheoretikerin
- Vedrickienė, Jovita (* 1984), litauische Schachspielerin
- Védrine, Hubert (* 1947), französischer Politiker (PS), Außenminister
- Vedro, Adolf (1890–1944), estnischer Komponist und Musikpädagoge
- Vedruna, Joaquina von (1783–1854), spanische Ordensgründerin und Heilige der katholischen Kirche

### Veds
- Vedsegaard, Ken (* 1972), dänischer Schauspieler

### Vedu
- Vedum, Trygve Slagsvold (* 1978), norwegischer Politiker (Senterpartiet), Mitglied des StortingTrygve Slagsvold Vedum (* 1978)

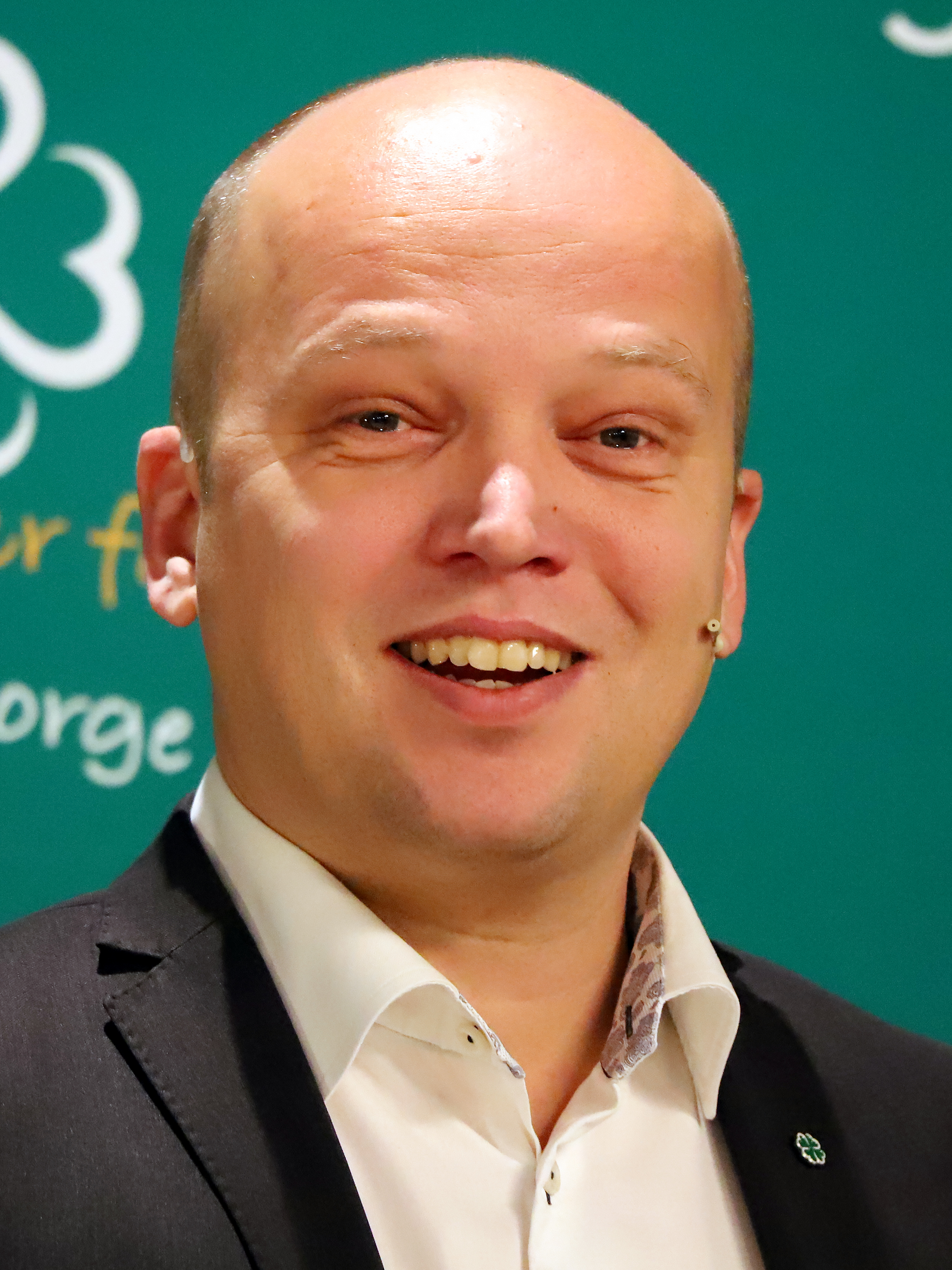
Trygve Slagsvold Vedum (* 1978)

### Vedy
- Védy, Aurélie (* 1981), französische Tennisspielerin